# Cantón de La Haye-Pesnel
El cantón de La Haye-Pesnel era una división administrativa francesa, que estaba situada en el departamento de Mancha y la región de Baja Normandía.

## Composición
El cantón estaba formado por quince comunas:
- Beauchamps
- Champcervon
- Équilly
- Folligny
- Hocquigny
- La Haye-Pesnel
- La Lucerne-d'Outremer
- La Mouche
- La Rochelle-Normande
- Le Luot
- Les Chambres
- Le Tanu
- Saint-Jean-des-Champs
- Sainte-Pience
- Subligny

## Supresión del cantón de La Haye-Pesnel
En aplicación del Decreto nº 2014-246 de 25 de febrero de 2014, el cantón de La Haye-Pesnel fue suprimido el 22 de marzo de 2015 y sus 15 comunas pasaron a formar parte; catorce del nuevo cantón de Bréhal y una del nuevo cantón de Villedieu-les-Poêles.